# Eupsilia vinulenta
Eupsilia vinulenta är en fjärilsart som beskrevs av Augustus Radcliffe Grote 1864. Eupsilia vinulenta ingår i släktet Eupsilia och familjen nattflyn. Inga underarter finns listade i Catalogue of Life.